# ستيفن أولمان
ستيفن أولمان (31 يوليو 1914 - 10 يناير 1976) (بالمجرية: Stephen Ullmann)‏ لغوي مجري قضى معظم حياته في إنجلترا، وكتب عن الأسلوب وعلم المعاني في اللغات الرومانسية واللغات الشائعة.